# La saga dei Forsyte
La saga dei Forsyte è una serie di tre romanzi, scritti da John Galsworthy e pubblicati tra il 1906 ed il 1921, che dipinge un quadro della tarda società vittoriana fino agli anni del primo dopoguerra, tramite la famiglia dei Forsyte, dalla sua nascita al suo inesorabile declino.
Grazie ad esso, Galsworthy riceverà il Premio Nobel per la Letteratura nel 1932.

## Trama
(Da Nella ragnatela)
Personaggio centrale è Soames Forsyte, membro di una ricca famiglia inglese di alto rango. I Forsyte incarnano tutti i valori e i comportamenti della classe dominante: un attivo spirito di intraprendenza, un forte senso elitario, l'individualismo e soprattutto l'idea di poter comperare ogni cosa col denaro. Ogni Forsyte ha come carattere peculiare e predominante un accentuatissimo senso della proprietà. Jolyon Forsyte è l'unico che, con la sua sensibilità e passionalità, capisce i limiti di questa visione.
I Forsyte sono una ricca famiglia inglese di epoca vittoriana. Tra loro, Soames sposa la bella Irene che però ben presto fuggirà da un mondo che non le appartiene per rifugiarsi nelle braccia di un'altra anima sensibile, Bosinney. Quest'ultimo è un architetto al quale Soames ha commissionato la costruzione di una sontuosa villa, a sigillo della realizzazione del suo senso di proprietà. Per riaffermare questo stessa spinta interiore, Soames cercherà in tutti modi di riconquistare la moglie perduta e finirà per farlo nel peggiore dei modi, con la violenza più brutale.
Nel secondo romanzo Soames, ferito nel suo orgoglio, intenterà un processo contro Bosinney, accusandolo di aver superato la cifra convenuta per la costruzione della casa. Ma il giovane morirà travolto mentre vaga nella nebbia in una notte londinese. Irene dunque fugge a Parigi dove incontra Jolyon, cugino di Soames e Forsyte ribelle, e tra i due è amore. Venuto a conoscenza dei fatti, Soames, contro tutte le convenzioni, trascina Irene e Jolyon in tribunale con l'accusa di adulterio e ottiene finalmente il divorzio. Così sposa Annette, una giovane francese; ora il suo unico desiderio è avere un figlio, ma verrà nuovamente deluso dalla nascita di una bambina, Fleur.
L'ultimo romanzo narra le vicende della ragazza e più in generale dell'ultima generazione dei Forsyte. Scoppia l'amore tra Fleur e Jon, il figlio di Irene e Jolyon. Ma nonostante i tanti anni trascorsi e una guerra mondiale di mezzo, l'odio tra le due famiglie resiste. Quando il giovane Jon viene a conoscenza dei fatti (e in particolare l'atto di violenza) che impediscono a sua madre di desiderare un suo matrimonio con la figlia di Soames, rinuncia a sposare Fleur. Madre e figlio, nel finale, lasceranno l'Inghilterra per il Canada.

## Personaggi
La famiglia Forsyte consta di oltre 50 personaggi, le cui vite si intrecciano nello sviluppo della trama.
Di seguito i principali:
- Jolyon (1770-1850): capostipite del ramo della famiglia di cui le vicende sono narrate.
- Jolyon senior (1806-1892): commerciante di tè e presidente di società.
- James (1811-1901): avvocato e fondatore di una società.
- Swithin (1811-1891): amministratore di fattorie e proprietà terriere.
- Jolyon junior (1847-1920): figlio di Jolyon senior, artista.
- Soames (1855-1926): figlio di James, esperto procuratore legale e collezionista di opere d'arte.
- June (n.1869): figlia di Jolyon junior, fidanzata con Philip Bosinney ma mai sposata.
- Jolyon (n.1901): figlio di Jolyon junior, sposa Anne Wilmot.
- Fleur (n.1901): figlia di Soames.

## Struttura
La Saga dei Forsyte ha una struttura piuttosto varia, snodandosi in tre romanzi principali raccordati da due interludi. Galsworthy impiegherà circa 15 anni per concludere il suo capolavoro.
- Il possidente (A man of property): romanzo - 1906
- L'estate di San Martino: racconto contenuto nella raccolta Cinque racconti (Five Tales) - 1918
- Nella ragnatela (In chancery): romanzo - 1920 Pubblicato anche col titolo "Alla Sbarra" da Mondadori, nel 1939 nella traduzione di Elio Vittorini
- Risveglio (Awakening) : racconto - 1920
- Affittasi (To let): romanzo - 1921

## Seguiti

Schema complessivo delle Forsyte Chronicles

Galsworthy continuò a narrare le vicende successive della famiglia Forsyte in una seconda, meno celebre, trilogia, dal titolo Una commedia moderna (A modern comedy), strutturata anch'essa in tre romanzi e due interludi:
- La scimmia bianca (The white monkey) - 1924
- Idillio taciturno: terzo interludio (A silent wooing) - 1927
- Il cucchiaio d'argento (The silver spoon) - 1926
- Incontro: ultimo interludio (Passers by) - 1927
- Canto del cigno (Swan song) - 1928

Una terza trilogia dal titolo End of the chapter narra vicende che coinvolgono personaggi collaterali e si intrecciano con le vite di alcuni dei più giovani Forsyte. La compongono i romanzi:
- Ancella (Maid in waiting) - 1929
- Landa in fiore (Flowering wilderness) - 1930
- Oltre il fiume (One more river) - 1931

Ancora, va ricordata la raccolta di racconti On Forsyte 'change (1930), che narra vicende dei componenti della famiglia, con varia collocazione cronologica.
Infine, un racconto riguardante un membro della famiglia Forsyte, non compreso all'interno della raccolta precedente, ossia La morte di Swithin (Salvation of a Forsyte) del 1901 era stato pubblicato da Galsworthy con lo pseudonimo di John Sinjohn svariati anni prima della pubblicazione del primo romanzo della saga.

## Curiosità
Una parodia in strisce a fumetti della saga, disegnata negli anni settanta dal britannico Bill Tidy fino al 1985, fu pubblicata in inglese sul Daily Mirror e in italiano su alterlinus, rivista della Milano Libri diretta da Oreste Del Buono. Vi si narrava la saga dei Fosdyke, una famiglia le cui vicende sono legate alla produzione della trippa in scatola.

## Versioni cinematografiche e televisive
La saga dei Forsyte è stata oggetto di diversi adattamenti cinematografici e televisivi:
- La saga dei Forsyte (That Forsyte Woman), film del 1949, regia di Compton Bennet, con Errol Flynn, Greer Garson, Janet Leigh, Walter Pidgeon e Robert Young.
- The Forsyte Saga (The Forsyte Saga), sceneggiato televisivo britannico del 1967.
- The Forsyte Saga, miniserie televisiva britannica del 2002.
- The Forsyte Saga - To Let, miniserie televisiva statunitense del 2003.

## Edizioni italiane
- Casa Forsyte, traduzione di Gian Dàuli, Milano, Corbaccio, 1932. - Milano, Garzanti, 2004; Edizioni Falsopiano, 2015; Collana Aurora, Landscape Books, 2016; Roma, Elliot, 2017.
- La saga dei Forsyte, traduzione di Elio Vittorini, Milano, Mondadori, 1939. - Milano-Firenze, Bompiani, 2023, ISBN 978-88-301-0959-9.
- La saga dei Forsyte, traduzione di Lucio Angelini, Collana I Mammut Newton, Roma, Newton Compton, 1998,  p. 691, ISBN 88-8183-889-3.